# Molgolaimus australis
Molgolaimus australis is een rondwormensoort uit de familie van de Desmodoridae. De wetenschappelijke naam van de soort is voor het eerst geldig gepubliceerd in 2006 door Fonseca, Vanreusel & Decraemer.